# Cryptochloris (animal)
Cryptochloris es un género de mamíferos afroterios del orden Afrosoricida. Se conocen como topos dorados y son propios de Sudáfrica.

## Especies
Se reconocen las siguientes:
- Cryptochloris wintoni (Broom, 1907)
- Cryptochloris zyli Shortridge & Carter, 1938